# Фъстъчета: Филмът
„Фъстъчета: Филмът“ (на английски: The Peanuts Movie) е американски анимационен филм от 2015 г., създаден от Blue Sky Studios под режисурата на Стийв Мартино. Това е петият пълнометражен филм, базиран на поредицата карикатури „Пийнътс“ на Чарлс М. Шулц. Световната премиера на филма е на 19 октомври в Лос Анджелис, а в България излиза на 6 ноември.